# When We Were Twenty-one
Pour plus de détails, voir Fiche technique et Distribution.
When We Were Twenty-one est un film muet américain réalisé par Henry King, sorti en 1921.

## Synopsis
Dick Audaine, connu sous le surnom du "Lutin", est fiancé à Phyllis Ericson, qui en réalité aime Richard Carewe, le tuteur de Dick. Dick tombe amoureux de Kara Glynesk, qui n'en veut qu'à son argent. Phyllis intercepte une lettre de Kara, croit qu'elle est destinée à Carewe, et en est blessée. Carewe, en essayant de protéger "le Lutin", ne nie pas en être le destinataire. Carewe et "la Trinité" (trois amis de longue date et tuteurs auto-proclamés de Dick) essayent, en vain, de stopper le mariage de Dick et Kara. Quand Kara se rend compte que son mari est sans le sou, elle s'enfuit avec un autre homme. "Le Lutin" réalise sa folie et Phyllis épouse Carewe.

## Fiche technique
- Titre original : When We Were Twenty-one
- Réalisation : Henry King
- Scénario : d'après la pièce de théâtre When We Were Twenty-one, a Comedy in Four Acts de Henry V. Esmond (en)
- Photographie : Victor Milner
- Production : Jesse D. Hampton
- Société de distribution : Pathé Exchange
- Pays d'origine :  États-Unis
- Langue : anglais
- Format : Noir et blanc - 35 mm - 1,37:1 - Muet
- Genre : Comédie dramatique
- Dates de sortie :
  - États-Unis : aux environs du 22 janvier 1921 première à Cleveland (Ohio)
- Licence : Domaine public

## Distribution
- H. B. Warner : Richard Carewe
- Claire Anderson : Phyllis
- James W. Morrison : Richard « Dick » Audaine
- Christine Mayo : Kara Glynesk
- Claude Payton : Dave Hirsch
- Minna Grey : Mme Ericson